# Presence
是英国摇滚乐队齐柏林飞艇的第七张录音室专辑，发行于1976年3月。创作录制这张专辑时，乐队正处于一个混乱的时期，主唱罗伯特·普兰特在前一年遭遇车祸严重受伤。该专辑受到的评价毁誉参半，是除舊歌合辑《Coda》外乐队卖得最慢的录音室专辑。但它依旧在美国获得了3×白金销售认证，在英美两国的专辑榜上登顶第一。吉他手吉米·佩奇将其称为乐队“最重要”的专辑，因它证明了乐队尽管面临重重困难还是会继续前进。